# Nazionale maschile di pallacanestro della Repubblica del Congo
La nazionale di pallacanestro della Repubblica del Congo è la rappresentativa cestistica della Repubblica del Congo ed è posta sotto l'egida della Fédération Congolaise de Basketball.

## Piazzamenti

### Campionati africani
- 1975 - 6°
- 1980 - 5°
- 1981 - 7°

- 1985 - 10°
- 2009 - 16°
- 2013 - 14°

## Formazioni

### Campionati africani
Campionato africano maschile di pallacanestro 20094 Ndinga, 5 Moukimou, 6 Koumba, 7 Boukinda Dibessa, 8 Assoua-Wande, 9 Etou, 10 Elenga, 11 Kondzy, 12 N'Sangou N'Gampo, 13 Pandi-Koumba, 14 Okobo Itoua, 15 Silas Djio,        All. Maxime Mbochi
Campionato africano maschile di pallacanestro 20134 Morlende, 5 Nguia, 6 Okemba, 7 Moupegnou, 8 Kondzy, 9 Dibessa, 10 Oniangue, 11 Mouesse, 12 Niamamoukoko, 13 Ongoundou, 14 Gampourou,        All. Ludovic Pouillard

## Nazionali giovanili
- Nazionale Under-18
- Nazionale Under-16